# Plesiotylosaurus crassidens
Il plesiotilosauro (Plesiotylosaurus crassidens) è un rettile acquatico estinto, appartenente ai mosasauri. Visse nel Cretaceo superiore (Maastrichtiano, circa 70 milioni di anni fa) e i suoi resti fossili sono stati ritrovati in Nordamerica (California).

## Descrizione
Questo animale è conosciuto principalmente per un cranio e una mandibola, ritrovati nella formazione Moreno in California. Il cranio era relativamente simile a quello del più noto Tylosaurus, ma era sprovvisto del tipico rostro appuntito della forma precedente. In ogni caso, il cranio era piuttosto allungato ma robusto, e al contrario di altri mosasauri non possedeva una notevole elasticità. I denti erano grandi (da qui l'epiteto specifico crassidens, "grande dente") e ricurvi, dotati di carene verso la sommità e quasi circolari in sezione alla base. Come tutti i mosasauri, Plesiotylosaurus doveva possedere un corpo allungato, una coda appiattita lateralmente e quattro arti trasformati in pinne. Le dimensioni del cranio (lunghezza circa 90 centimetri) fanno supporre che l'intero animale potesse essere lungo circa dieci metri.

## Classificazione

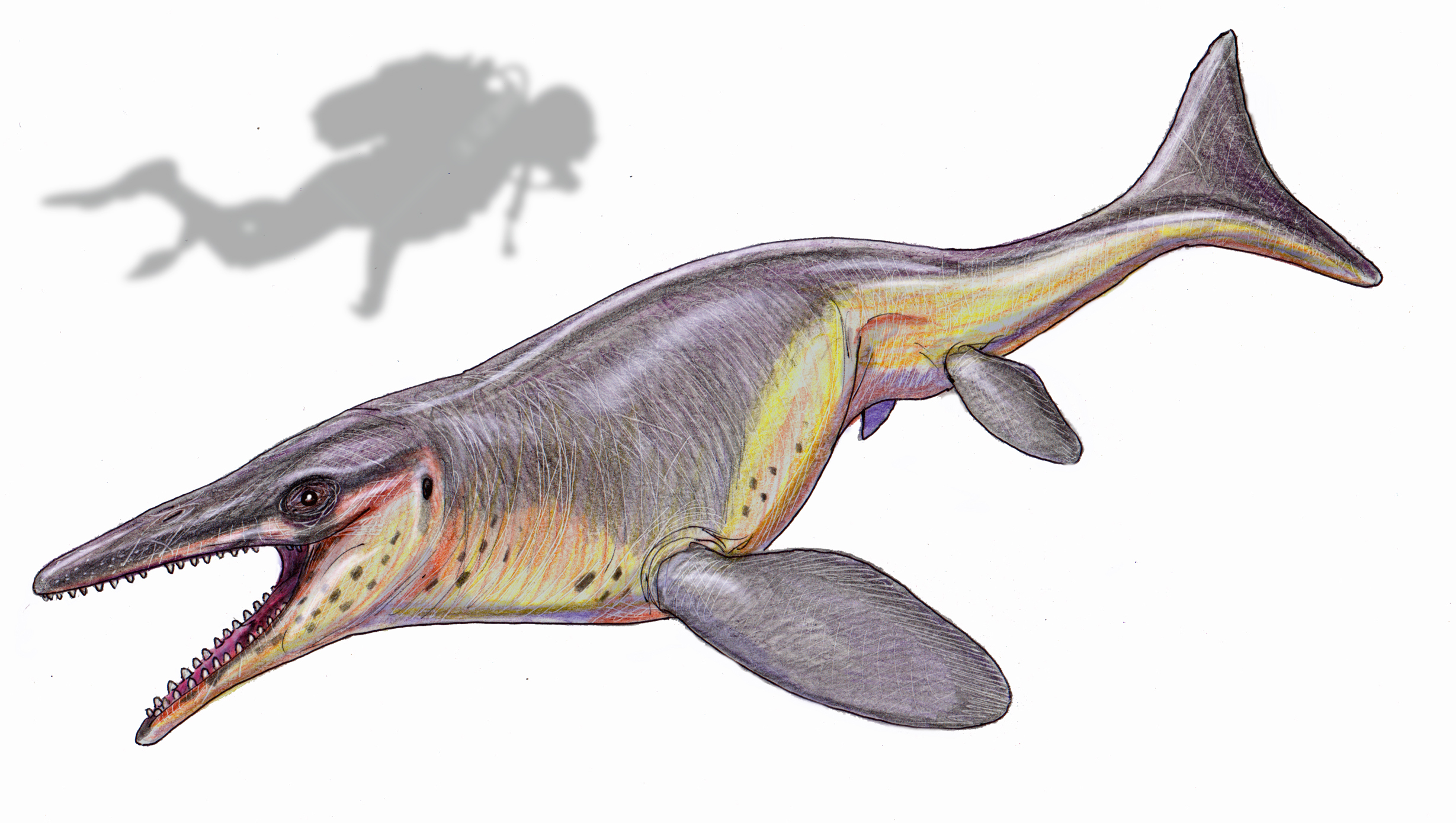
Ricostruzione di Plesiotylosaurus crassidens

Descritto per la prima volta nel 1942, Plesiotylosaurus è stato inizialmente accostato al genere Tylosaurus, un altro mosasauro del Cretaceo nordamericano. Tuttavia, malgrado la forma generale del cranio, la morfologia delle ossa e dei denti implicano che Plesiotylosaurus fosse più strettamente imparentato con altri mosasauri: alcune caratteristiche (come la robustezza delle ossa e la scarsa mobilità) lo avvicinerebbero a Prognathodon, mentre altre farebbero supporre una stretta parentela con Globidens, il mosasauro durofago che si cibava di molluschi dal guscio robusto. Tuttavia, al contrario di Globidens, i denti pterigoidei erano notevolmente sviluppati.

## Paleobiologia
Plesiotylosaurus è uno degli ultimi grandi rettili marini vissuti in Nordamerica; nella stessa formazione geologica sono stati ritrovati altri rettili acquatici, principalmente plesiosauri a collo lungo (Morenosaurus, Aphrosaurus e Fresnosaurus) e altri mosasauri (Plotosaurus). Probabilmente Plesiotylosaurus era specializzato nel nutrirsi di grandi molluschi col guscio, come le ammoniti; ciò sarebbe suggerito dai grandi denti e soprattutto dalla scarsa mobilità delle ossa craniche, tuttavia molto robuste per sopportare notevoli pressioni. Plotosaurus, invece, sembrerebbe essere stato un cacciatore di pesci e altri vertebrati.